# تشارلز بريغز
تشارلز بريغز (17 سبتمبر 1873 في المملكة المتحدة - 16 ديسمبر 1949 في المملكة المتحدة)  (بالإنجليزية: Charles Briggs)‏ هو لاعب كريكت بريطاني وبريطاني (وحمل سابقاً جنسية المملكة المتحدة لبريطانيا العظمى وأيرلندا). لعب مع نادي مقاطعة هامبشاير للكريكت ‏ وBuckinghamshire County Cricket Club ‏.

## وصلات خارجية
- تشارلز بريغز على موقع إي آس بي آن كريك إنفو (الإنجليزية)